# Немовицька сільська рада
Немо́вицька сільська́ ра́да — колишній орган місцевого самоврядування в Сарненському районі Рівненської області. Адміністративний центр — село Немовичі.

## Загальні відомості
- Немовицька сільська рада утворена в 1947 році.
- Територія ради: 281,08 км²
- Населення ради: 11 551 осіб (станом на 2017 рік)
- Територією ради протікає річка Случ.

## Населені пункти
Сільській раді підпорядковані населені пункти:
- с. Немовичі
- с. Тинне
- с. Зносичі
- с. Катеринівка
- с. Гута-Перейма
- с-ще Немовичі

## Склад ради
Рада складається з 22 депутатів та голови.
- Голова ради: Трохимець Олександр Петрович
- Секретар ради: Колядко Микола Іванович

### Керівний склад попередніх скликань
| Прізвище, ім'я, по батькові    | Основні відомості                                                 | Дата обрання | Дата звільнення |
| ------------------------------ | ----------------------------------------------------------------- | ------------ | --------------- |
| Онищук Володимир Костянтинович | Сільський голова, 1957 року народження, освіта вища, безпартійний | 26.03.2006   | 31.10.2010      |
| Онищук Володимир Костянтинович | Сільський голова, 1957 року народження, освіта вища, безпартійний | 31.10.2010   |                 |
| Савчин Віктор Макарович        |                                                                   | 31.10.2017   | 25.10.2020      |

Примітка: таблиця складена за даними сайту Верховної Ради України